# Bahai-Transkription
In der Bahá’í-Gemeinde ist weltweit, in allen Ländern, in denen die lateinische Schrift verwendet wird, außer der Türkei, ein einheitliches System zur Transkription arabischer und persischer Begriffe im Einsatz. Diese Transkription wurde 1923 durch Shoghi Effendi eingeführt. Sie basiert im Wesentlichen auf dem damals gängigen System, das vom Tenth International Covenant of Orientalists 1894 in Genf beschlossen und 1896 vom Council of the Royal Asiatic Society übernommen wurde. Später wurden im Auftrag des Universalen Hauses der Gerechtigkeit kleinere Anpassungen vorgenommen.
Die Einführung einer standardisierten Transkription persischer und arabischer Begriffe beugt einer Vielzahl unterschiedlicher Schreibweisen innerhalb der weltweit verbreiteten Religionsgemeinschaft vor. Ohne ein solches System würde es zu einer unüberschaubaren Vielzahl unterschiedlicher Aussprachen und Schreibweisen arabischer oder persischer Begriffe kommen, was die Arbeit in einer weltweit vernetzten Gemeinde erschweren würde. Gleichzeitig stellt es sicher, dass Kundige des Persischen oder Arabischen die Originalbegriffe aus der Transkription ableiten können. Für eine flächendeckende Verwendung und zur Vereinfachung der Kommunikation soll es einfach anwendbar und transparent sein bei höchstmöglicher Präzision.
Die Umschrift der arabischen und der persischen Buchstaben sowie deren Aussprache finden sich in der nachfolgenden Tabelle, gefolgt von kurzen Erläuterungen zu den wichtigsten Transkriptionsregeln.
| Buchstabe | Name         | Bahai-Transkription | Wikipedia-Transkription                  | DMG-Transkription                                 | arabische Aussprache | persische Aussprache                                            | Phonetischer Wert (IPA)              |
| --------- | ------------ | ------------------- | ---------------------------------------- | ------------------------------------------------- | --- | --------------------------------------------------------------- | ------------------------------------ |
| ﺍ         | alif         | á, a                | a, i, u, ā (Arab.) a, e, o, ā, ʾ (Pers.) | a, i, u, ā (Arab.) a, ä, e, i, o, u, ā, ʾ (Pers.) | a wie langes, offenes a wie in Sahne; á wie das a in car | dto.                                                            | verschieden, besonders [aː] und [æː] |
| ﺏ         | bá           | b                   | b                                        | b                                                 | b wie in Bus | dto.                                                            | [b]                                  |
| ﺕ         | tá           | t                   | t                                        | t                                                 | t wie in Tabu | dto.                                                            | [t]                                  |
| ﺙ         | thá          | th                  | th (Arab.) s (Pers.)                     | ṯ (Arab.) s (Pers.)                               | stimmloses th wie in engl. think | stimmloses s wie in Ergebnis                                    | [θ] (Arab.) [s] (Pers.)              |
| ﺝ         | jím          | j                   | dsch                                     | ǧ                                                 | wie das J in engl. James | dto.                                                            | [ʤ]                                  |
| ﺡ         | ḥá           | ḥ                   | h                                        | ḥ                                                 | stark zischendes h, wie bei starkem Hauchen oder dem Versuch, auf Distanz zu flüstern | h wie in Hut                                                    | [ħ] (Arab.) [h] (Pers.)              |
| ﺥ         | khá          | kh                  | ch                                       | ḫ                                                 | wie das ch in machen, Bach | dto.                                                            | [χ] (Arab.) [x] (Pers.)              |
| ﺩ         | dál          | d                   | d                                        | d                                                 | wie das d in der | dto.                                                            | [d]                                  |
| ﺫ         | dhál         | dh                  | dh (Arab.) z (Pers.)                     | ḏ (Arab.) ḏ, ẕ (Pers.)                            | stimmhaftes th wie in engl. this | dto.                                                            | [ð] (Arab.) [z] (Pers.)              |
| ﺭ         | rá           | r                   | r                                        | r                                                 | intensiv gerolltes Zungen-r wie in ital. rigatoni | dto., weniger intensiv gerollt                                  | [r]                                  |
| ﺯ         | záy          | z                   | z                                        | z                                                 | stimmhaftes s wie in Salat | dto.                                                            | [z]                                  |
| ﺱ         | sín          | s                   | s                                        | s                                                 | stimmloses s wie in Ergebnis | dto.                                                            | [s]                                  |
| ﺵ         | shín         | sh                  | sch                                      | š                                                 | wie das sch in Schule | dto.                                                            | [ʃ]                                  |
| ﺹ         | ṣád          | ṣ                   | s                                        | ṣ                                                 | mit Nachdruck ausgesprochener s-Laut bei gespitzten Lippen und starker Anspannung des Sprechapparates | stimmloses s wie in Ergebnis                                    | [sˁ] (Arab.) [s] (Pers.)             |
| ﺽ         | ḍád          | ḍ                   | d (Arab.) z (Pers.)                      | ḍ (Arab.) ż (Pers.)                               | mit Nachdruck ausgesprochener d-Laut, die Muskeln des Sprechapparates stark angespannt, Vorderzungenrücken kräftig gegen den harten Gaumen gedrückt; Luftstrom passiert zwischen Zungenspitze und oberen Schneidezähnen                               | stimmhaftes s wie in Salat                                      | [dˁ] (Arab.) [z] (Pers.)             |
| ﻁ         | ṭá           | ṭ                   | t                                        | ṭ                                                 | mit Nachdruck aus-gesprochener t-Laut, die Muskeln des Sprechapparates stark angespannt, Vorderzungenrücken kräftig gegen den harten Gaumen gedrückt; dabei kein Luftstrom                                                                            | t wie in Tabu                                                   | [tˁ] (Arab.) [t] (Pers.)             |
| ﻅ         | ẓá           | ẓ                   | z                                        | ẓ                                                 | leichtes Strecken der Zunge durch die halb geöffneten Lippen; dabei wird der Luftstrom geringer Intensität zwischen Vorderzungenrücken und oberen Schneidezähnen ausgestoßen                                                                          | stimmhaftes s wie in Salat                                      | [ðˁ] (Arab.) [z] (Pers.)             |
| ﻉ         | ‘ayn         | ‘                   | ʿ                                        | ʿ                                                 | gepresster Kehllaut: Kehlkopf wird in die Höhe gepresst und bei verengter Stimmritze die Luft hindurchgepresst | leichter Knacklaut in der Kehle, wie in Feuer‘alarm, ‘Alb-recht | [ʕ], [ʔˁ] (Arabisch) [ʔ] (Pers.)     |
| ﻍ         | ghayn        | gh                  | gh                                       | ġ                                                 | Rachen-r, ähnlich wie in frz. carrefoure | dto.                                                            | [ʁ] (Arabisch) [ɣ] (Pers.)           |
| ﻑ         | fá           | f                   | f                                        | f                                                 | wie das f in Familie | dto.                                                            | [f]                                  |
| ﻕ         | qáf          | q                   | q (Arab.) gh (Pers.)                     | q                                                 | durch Drücken des hinteren Zungenrückens gegen den weichen Gaumen erzeugtes dumpfes k | Rachen-r, ähnlich wie in frz. carrefoure, wie das غ             | [q] (Arab.) [ɢ], [ɣ] (Pers.)         |
| ﻙ         | káf          | k                   | k                                        | k                                                 | wie das k in Kirche | dto.                                                            | [k]                                  |
| ﻝ         | lám          | l                   | l                                        | l                                                 | wie das l in Silbe | dto.                                                            | [l]                                  |
| ﻡ         | mím          | m                   | m                                        | m                                                 | wie das m in Dame | dto.                                                            | [m]                                  |
| ﻥ         | nún          | n                   | n                                        | n                                                 | wie das n in nach | dto.                                                            | [n]                                  |
| ﻩ         | há           | h                   | h                                        | h (Arab.) h, e (Pers.)                            | wie das h in Hals | dto.                                                            | [h]                                  |
| ﻭ         | wáw          | ú, v, w             | u, ū, w (Arab.) o, u, w (Pers.)          | u, ū, w (Arab.) o, u, ū, v (Pers.)                | wie das w in engl. wet, wall | wie das W in Wasser                                             | [uː], [w] (Arab.) [v] (Pers.)        |
| ﻱ         | yá           | í, y                | i, y, ī                                  | i, y, ī                                           | langes, offenes i wie in China | dto.                                                            | [iː], [j]                            |
| پ         | pih          | p (nur Pers.)       | p (nur Pers.)                            | p (nur Pers.)                                     | | wie das p in Paul                                               | [p] (nur Pers.)                      |
| ﭺ         | chih         | ch (nur Pers.)      | tsch (nur Pers.)                         | č (nur Pers.)                                     | | wie das tsch in Deutschland                                     | [t̠ʃ] (nur Pers.)                     |
| ژ         | zhih         | zh (nur Pers.)      | ž (nur Pers.)                            | ž (nur Pers.)                                     | | wie das g in frz. Garage                                        | [ʒ] (nur Pers.)                      |
| گ         | gáf          | g (nur Pers.)       | g (nur Pers.)                            | g (nur Pers.)                                     | | wie das g in Gaumen                                             | [ɡ] (nur Pers.)                      |
| ء         | hamza        | ’                   | '                                        | ʾ                                                 | Fester Stimmabsatz, der am Wortanfang, im Wortinneren und am Wortende vor-kommen kann, wie in ’aber, Putz’eimer, ver’eisen, ja’ (Affekt-sprache) | dto.                                                            | [ʔ]                                  |
| ﺁ         | alif madda   | á                   |                                          |                                                   | kurzes, offenes a wie in halten | etwas heller als das a in Wasser                                | [ʔæː]                                |
| ﺓ         | tá marbúṭa   | t, h                | a                                        | a                                                 | − a in der Pausalform (bei allein stehendem Wort), z. B. al-madína für المدینة − át nach einem langen á, z. B. salát für صلاة − tu beim Bezugswort einer Genitivverbindung (status constructus oder مضاف إلیه), z. B. madínatu’n-nabiy für مدینةالنبی |                                                                 | [ɛ̈], [ɛ̈t]                            |
| ﻯ         | alif maqṣúra | á                   | i, y                                     | i, y, ī                                           | langes, offenes a wie in Sahne | wie das a in engl. car                                          | [æ:]                                 |

Das Transkriptionssystem richtet sich primär an die Bahá'í, die unter Verwendung lateinischer Schrift kommunizieren und bei denen es sich nicht um Fachleute für Persisch und Arabisch handelt. Gleichzeitig ist es so aufgebaut, dass Kenner orientalischer Sprachen den Begriff, um den es im Originaltext geht, aus der Umschrift unmittelbar erkennen können. Besonders zu berücksichtigen ist, dass die Heilige Schrift der Bahai sowohl in Arabisch als auch Persisch abgefasst ist, so dass das Bahai-System die unterschiedliche Aussprache der Begriffe im Persischen und Arabischen abbilden muss. Daraus ergeben sich Abweichungen zum System des 10. Internationalen Orientalistenkongresses sowie den heute gängigen Systemen in der Arabistik, Iranistik und Orientalistik. Insgesamt sind diese Unterschiede nicht allzu groß: So werden zur Darstellung der persischen und arabischen Laute Charaktere verwendet, die sich am einfachsten auf Schreibmaschinen und heutigen WYSIWYG-Systemen reproduzieren lassen. So werden ā, ī, zu á, í, oder dj wird durch j ersetzt usw. Termini technici oder Buchtitel werden je nach Kontext arabisch oder persisch wiedergegeben (z. B. Kitábu'l-Fará'id oder Kitáb-i-Fará'id für eines der wichtigsten apologetischen Werke der Bahai oder Qibla bzw. Qiblih für die Gebetsrichtung). Dort, wo die akademisch korrekten Transkriptionen die Lesenden verwirren würde, wird die in der Alltagssprache übliche Transkription bevorzugt. Beispiele sind die voneinander abweichende Aussprache der Begriffe im Persischen und Arabischen wie madrisih (Persisch) statt madrasa (Arabisch) oder Eigennamen und Begriffe, die im Persischen nicht den Regeln der arabischen Grammatik folgend ausgesprochen werden wie Naṣirid'-Dín Sháh, der im Alltagspersischen zum Genetiv verfälscht wird statt Naṣiru'd-Dín Sháh, was der korrekte arabische Nominativ wäre oder Ya Bahá'ul-Abhá, das im Alltagspersischen zu Nominativ verfälscht wird statt Ya Bahá'al-Abhá, was der arabisch korrekte Vokativ wäre.
Sonderzeichen: Das ْ (sukún) wird nicht wiedergegeben. Die ّ  (shadda, pers. tashdíd) wird in Form von Verdopplung der Konsonanten wiedergegeben, z. B. awwal, pers. avval für أول. Das tá’ marbúṭa (ة) wird wie folgt wiedergegeben:
- a in der Pausalform (bei allein stehendem Wort), z. B. al-qariyya für القریة
- át nach einem langen á, z. B. ṣalát  für صلاة
- tu beim Bezugswort einer Genitivverbindung (status constructus oder مضاف الیه), z. B. madínatu’s-salám für مدینة السلام

Hamza: Ein hamzatu’l-qaṭ‘ im Wortinneren oder am Wortende wird immer durch ein ’ wiedergegeben. Ausnahme ist Bahá, sowohl allein stehend, als auch als Teil von Eigennamen, d. h. Bahá statt Bahá’ für بهاء, ‘Abdu’l-Bahá statt ‘Abdu’l-Bahá’ für عبد البهاء oder Jináb-i-Bahá statt Jináb-i-Bahá’ für جناب بهاء, da sich diese Schreibweise in der Bahá’í-Literatur eingebürgert hat. Das hamzatu’l-qaṭ‘ am Wortanfang wird weggelassen, wenn man bei der Aussprache des Anfangsvokals den mit dem Hamza verbundenen Stimmabsatz ohnehin schon ausspricht, d. h. i‘jáz statt ’i‘jáz für إعجاز.
Auch ein hamzatu’l-waṣl, das nur am Wortanfang stehen kann, wird nicht wiedergegeben, d. h. ism statt ’ism für ﺍﺳﻡ. Ausnahme ist der mit einem waṣla beginnende Artikel ال, das bei Verbindung mit dem vorherigen Wort durch ein ’ wiedergegeben wird. Dabei wird der Hilfsvokal des Artikels mit der grammatikalischen Endung des vorherigen Wortes bzw. dem entsprechenden Verbindungsvokal ersetzt. Aus umm und al-kitáb wird dann ummu’l-kitáb.
Vokalisierung: Die Transkription erfolgt voll vokalisiert, außer bei Namen und bei Satzenden, die in der Pausalform wiedergegeben werden, d. h. qad iḥtaraqa'l-mukhliṣún für قد احترق المخلصون anstatt qad iḥtaraqa'l-mukhliṣúna, dem Incipit von Baháʾulláhs Tafel vom Feuer. Dabei wird das Verbindungs-alif aus Gründen der Lesbarkeit nicht am Ende des vorangehenden Wortes, sondern am Anfang des nächsten Wortes transkribiert, wobei das ’ weggelassen wird, d. h. qad iḥtaraqa’l-mukhliṣún statt qadi'ḥtaraqa’l-mukhliṣún. Das suffigierte Personalpronomen der 3. Person Singular maskulin (hu, hi) wird nach kurzen Silben lang transkribiert, d. h. kitábuhú bzw. kitábuhí für کتابه.
Flexionsendungen: Diese werden am Ende des vorangehenden Wortes transkribiert, z. B. ummu’l-kitáb für أم الكتاب.
Konsonantenassimilation: Der bestimmte Artikel im Arabischen heißt al-. Das l des bestimmten Artikels assimiliert sich an einen folgenden Zahnlaut, Zischlaut sowie an r, n, l, also an die entsprechenden arabischen Buchstaben ت, ث, د, ذ, ر, ز, س, ش, ص, ض, ط, ظ, ل, ن. Die Assimilation wird, wie z. B. beim Beinamen des sechsten Imam der Schia, aṣ-Ṣádiq, in der Transkription wiedergegeben.
Eigennamen: Sie werden in der Pausalform transkribiert. Dabei wird „Sohn des“ mit Ibn, „Tochter des“ mit Bint angeschlossen. Die maskuline nisba-Endung am Wortende wird in der Pausalform mit í transkribiert, d. h. shírází für شیرازی. Ehrennamen von heiligen Persönlichkeiten werden wie Eigennamen behandelt und großgeschrieben, z. B. Sulṭánu’sh-Shuhadá’.
Groß- und Kleinschreibung: Grundsätzlich werden alle Fachtermini klein und kursiv geschrieben, z. B. Arabisch maẓharu’ẓ-zuhúr oder Persisch maẓhar-i-ẓuhúr für مظهر الظهور bzw. مظهر ظهور (Manifestation Gottes). Orts- und Eigennamen werden groß geschrieben. Bei Buchtiteln werden alle Teile des Titels, außer den Präpositionen, Konjunktionen etc., großgeschrieben, z. B. Mukhtárát min Mu’allefát-i-Abí’l-Faḍá’il für مختارات من مولفات ابی الفضائل. Der bestimmte Artikel al- wird immer kleingeschrieben.
Iḍáfa: Die Verbindung der Einzelworte persischer Namen durch eine iḍáfa wird mit Hilfe von Bindestrichen transkribiert (-i-), z. B. Siyyid Káẓim-i-Rashtí, Kitáb-i-Íqán (Buch der Gewissheit) oder dalíl-i-taqrír (Wirkungsgeschichtlicher Beweis).